# Jessica Dublin
Jessica Dublin (New York, 9 luglio 1918 – New York, 21 luglio 2012) è stata un'attrice statunitense.

## Biografia
Debuttò nel mondo del cinema nel 1969, con il film La caduta degli dei di Luchino Visconti. Uno dei suoi lungometraggi più importanti è ...continuavano a chiamarlo Trinità, dove interpreta la madre di Trinità e Bambino. Nella sua carriera ha girato più di 60 pellicole.

## Filmografia

### Cinema
- La caduta degli dei, regia di Luchino Visconti (1969)
- Fellini Satyricon, regia di Federico Fellini (1969)
- Il prof. dott. Guido Tersilli primario della clinica Villa Celeste convenzionata con le mutue, regia di Luciano Salce (1969)
- Scacco alla mafia, regia di Lorenzo Sabatini (1970)
- Frammenti di paura (Fragment of Fear), regia di Richard C. Sarafian (1970)
- Il suo nome è qualcuno (The Last Rebel), regia di Denys McCoy (1970)
- Cerca di capirmi, regia di Mariano Laurenti (1970)
- ...continuavano a chiamarlo Trinità, regia di E.B. Clucher (1971)
- La mala ordina, regia di Fernando Di Leo (1972)
- Rivelazioni di un maniaco sessuale al capo della squadra mobile, regia di Roberto Bianchi Montero (1972)
- Io e lui, regia di Luciano Salce (1973)
- Il sesso della strega, regia di Angelo Pannacciò (1973)
- Paolo il caldo, regia di Marco Vicario (1973)
- Psychi kai sarka (Esy ki ego), regia di Errikos Andreou (1974)
- Destination - Il sottile fruscio della follia (Island of Death), regia di Nick Mastorakis (1976)
- Death has blue eyes (To koritsi vomva), regia di Nico Mastorakis (1976)
- La valle del Minotauro (Land of the Minotaur), regia di Kostas Karagiannis (1976)
- Sexy Hotel Servizio in camera (Zo gia ton erota), regia di Omiros Efstradiatis (1976)
- L'adultera (To agistri), regia di Errikos Andreou (1976)
- Passi di morte perduti nel buio, regia di Maurizio Pradeaux (1977)
- La porno villeggiante, regia di Sigi Rothemund (1977)
- Il magnate greco (The Greek Tycoon), regia di J. Lee Thompson (1978)
- Turi e i paladini, regia di Angelo D'Alessandro (1979)
- La trombata (Quattro ladroni a caccia di milioni), regia di Sergio Bergonzelli (1979)
- Savage Hunt, regia di Romano Scavolini (1980)
- Inferno in Safeheaven, regia di Brian Thomas Jones e James McCalmont (1988)
- The Rejuvenator, regia di Brian Thomas Jones (1988)
- Troma's War, regia di Michael Herz e Lloyd Kaufman (1988)
- The Toxic Avenger Part II, regia di Michael Herz e Lloyd Kaufman (1989)
- The Toxic Avenger Part III: The Last Temptation of Toxie, regia di Michael Herz e Lloyd Kaufman (1989)

### Televisione
- FBI - Francesco Bertolazzi investigatore, regia di Ugo Tognazzi – miniserie TV, 1 episodio (1970)

## Doppiatrici italiane
- Lydia Simoneschi in Continuavano a chiamarlo Trinità